# Andrés Molteni
Andrés Molteni (* 15. března 1988 Buenos Aires) je argentinský profesionální tenista, deblový specialista. Ve své dosavadní kariéře na okruhu ATP Tour vyhrál osmmnáct turnajů ve čtyřhře včetně Cincinnati Masters 2023. Na challengerech ATP a okruhu ITF získal šestnáct singlových a padesát pět deblových titulů.
Na žebříčku ATP byl ve dvouhře nejvýše klasifikován v květnu 2011 na 181. místě a ve čtyřhře pak v srpnu 2023 na 7. místě. Trénuje ho bývalý tenista Leonardo Olguín.
V argentinském daviscupovém týmu debutoval v roce 2017 astanskou světovou baráží proti Kazachstánu, v níž prohrál po boku Máxima Gonzáleze čtyřhru. Argentinci odešli poraženi 2–3 na zápasy. Do září 2025 v soutěži nastoupil k devíti mezistátním utkáním s bilancí 0–0 ve dvouhře a 5–4 ve čtyřhře.
Argentinu reprezentoval na odložených Letních olympijských hrách 2020 v Tokiu, kde zasáhl s Horaciem Zeballosem do čtyřhry. V úvodním kole je však vyřadili Britové Jamie Murray s Nealem Skupskim až dvoubodovým rozdílem v rozhodujícím supertiebreaku. Zúčastnil se také pařížských Her XXXIII. olympiády. V deblové soutěži vypadl po boku Máxima Gonzáleze v úvodním kole. 

## Tenisová kariéra
Na okruhu ITF debutoval v květnu 2005 na turnaji v argentinské Córdobě dotovaném 10 tisíci dolary. V úvodním kole podlehl krajanovi Demianu Gschwendovi. Jediný challenger ve dvouhře vyhrál během února 2011 v ekvádorském Salinasu na ATP de Diario Expreso. Do finále prošel přes Delbonise a Dutru da Silvu. V závěrečném utkání zdolal stého hráče žebříčku Horacia Zeballose.
Na okruhu ATP Tour debutoval únorovým Copa Claro 2011 v rodném Buenos Aires, když s Facundem Bagnisem obdrželi divokou kartu do čtyřhry. V prvním kole je vyřadili Italové Daniele Bracciali s Potitem Staracem. Hlavní soutěž dvouhry si na túře ATP zahrál jen dvakrát, a to na Argentina Open 2012 a 2015. V obou případech prohrál své úvodní zápasy. Do premiérového finále postoupil ve čtyřhře Istanbul Open 2016, do níž zasáhl s vítězem istanbulské dvouhry Diegem Schwartzmanem. V závěrečném duelu však nestačili na italsko-izraelský pár Flavio Cipolla a Dudi Sela. První titul pak získal na srpnovém BB&T Atlanta Open 2016, kde se poprvé jeho spoluhráčem stal krajan Zeballos. Ve finále přehráli Švédy Johana Brunströma a Andrease Siljeströma. Trofeje z antukových Generali Open Kitzbühel 2018 a Córdoba Open 2019 vybojoval s Čechem Romanem Jebavým.
Debut v hlavní soutěži nejvyšší grandslamové kategorie zaznamenal v mužském deblu French Open 2016. Ve druhém kole s Federicem Delbonisem nestačili na pozdější španělské šampiony Feliciana Lópeze a Marca Lópeze. V singlu si na majorech zahrál tři kvalifikace. Do posledního kvalifikačního kola postoupil na Roland Garros 2014, kde podlehl 123. hráči světa Andreasi Beckovi z Německa. První Masters, a celkově šestnáctý deblový titul ATP, vyhrál na srpnovém Western & Southern Open 2023 v Cincinnati. Po boku krajana Máxima Gonzáleze v závěrečném zápase přehráli Brita Jamieho Murrayho s Novozélanďanem Michaelem Venusem. V rozhodujícím supertiebreaku přitom odvrátili mečbol. V následném vydání deblového žebříčku se posunul na nové maximum, když mu 21. srpna 2023 patřilo 7. místo. Ve finále říjnového Rolex Shanghai Masters 2024  pak podlehli nizozemsko-chorvatské dvojici Wesley Koolhof a Nikola Mektić, když nevyužili ani jeden ze šesti brejkbolů.

## Finále na okruhu ATP Tour

### Čtyřhra: 27 (18–9)
| Legenda                     |
| --------------------------- |
| Grand Slam (0)              |
| Turnaj mistrů (0)           |
| ATP Tour Masters 1000 (1–1) |
| ATP Tour 500 (4–1)          |
| ATP Tour 250 (13–7)         |

| Stav      | č.  | datum          | turnaj                          | kategorie    | povrch    | spoluhráč         | soupeři ve finále                             | výsledek                   |
| --------- | --- | -------------- | ------------------------------- | ------------ | --------- | ----------------- | --------------------------------------------- | -------------------------- |
| Finalista | 1.  | květen 2016    | Istanbul, Turecko               | ATP 250      | antuka    | Diego Schwartzman | Flavio Cipolla Dudi Sela                      | 3–6, 7–5, [7–10]           |
| Vítěz     | 1.  | srpen 2016     | Atlanta, Spojené státy          | ATP 250      | tvrdý     | Horacio Zeballos  | Johan Brunström Andreas Siljeström            | 7–6(7–2), 6–4              |
| Vítěz     | 2.  | květen 2017    | Lyon, Francie                   | ATP 250      | antuka    | Adil Shamasdin    | Marcus Daniell Marcelo Demoliner              | 6–3, 3–6, [10–5]           |
| Vítěz     | 3.  | červenec 2017  | Umag, Chorvatsko                | ATP 250      | antuka    | Guillermo Durán   | Marin Draganja Tomislav Draganja              | 6–3, 6–7(4–7), [10–6]      |
| Vítěz     | 4.  | únor 2018      | Buenos Aires, Argentina         | ATP 250      | antuka    | Horacio Zeballos  | Juan Sebastián Cabal Robert Farah             | 6–3, 5–7, [10–3]           |
| Finalista | 2.  | duben 2018     | Budapešť, Maďarsko              | ATP 250      | antuka    | Matwé Middelkoop  | Dominic Inglot Franko Škugor                  | 7–6(10–8), 1–6, [8–10]     |
| Vítěz     | 5.  | srpen 2018     | Kitzbühel, Rakousko             | ATP 250      | antuka    | Roman Jebavý      | Daniele Bracciali Federico Delbonis           | 6–2, 6–4                   |
| Vítěz     | 6.  | únor 2019      | Córdoba, Argentina              | ATP 250      | antuka    | Roman Jebavý      | Máximo González Horacio Zeballos              | 6–4, 7–6(7–4)              |
| Finalista | 3.  | říjen 2019     | Moskva, Rusko                   | ATP 250      | tvrdý (h) | Simone Bolelli    | Marcelo Demoliner Matwé Middelkoop            | 1–6, 2–6                   |
| Finalista | 4.  | únor 2020      | Córdoba, Argentina              | ATP 250      | antuka    | Leonardo Mayer    | Marcelo Demoliner Matwé Middelkoop            | 3–6, 6–7(4–7)              |
| Finalista | 5.  | duben 2021     | Sardegna, Itálie                | ATP 250      | antuka    | Simone Bolelli    | Lorenzo Sonego Andrea Vavassori               | 3–6, 4–6                   |
| Vítěz     | 7.  | září 2021      | Nur-Sultan, Kazachstán          | ATP 250      | tvrdý (h) | Santiago González | Jonatan Erlich Andrej Vasilevskij             | 6–1, 6–2                   |
| Vítěz     | 8.  | listopad 2021  | Stockholm, Švédsko              | ATP 250      | tvrdý (h) | Santiago González | Ajsám Kúreší Jean-Julien Rojer                | 6–2, 6–2                   |
| Vítěz     | 9.  | únor 2022      | Córdoba, Argentina (2)          | ATP 250      | antuka    | Santiago González | Andrej Martin Tristan-Samuel Weissborn        | 7–5, 6–3                   |
| Vítěz     | 10. | únor 2022      | Buenos Aires, Argentina         | ATP 250      | antuka    | Santiago González | Fabio Fognini Horacio Zeballos                | 6–1, 6–1                   |
| Vítěz     | 11. | 16. října 2022 | Gijón, Španělsko                | ATP 250      | tvrdý (h) | Máximo González   | Nathaniel Lammons Jackson Withrow             | 6–7(6–8), 7–6(7–4), [10–5] |
| Finalista | 6.  | 2. října 2022  | Tel Aviv, Izrael                | ATP 250      | tvrdý (h) | Santiago González | Rohan Bopanna Matwé Middelkoop                | 2–6, 4–6                   |
| Finalista | 7.  | 30. října 2022 | Vídeň, Rakousko                 | ATP 500      | tvrdý (h) | Santiago González | Alexander Erler Lucas Miedler                 | 3–6, 6–7(1–7)              |
| Vítěz     | 12. | únor 2023      | Córdoba, Argentina (3)          | ATP 250      | antuka    | Máximo González   | Sadio Doumbia Fabien Reboul                   | 6–4, 6–4                   |
| Vítěz     | 13. | únor 2023      | Rio de Janeiro, Brazílie        | ATP 500      | antuka    | Máximo González   | Juan Sebastián Cabal Marcelo Melo             | 6–1, 7–6(7–3)              |
| Vítěz     | 14. | duben 2023     | Barcelona, Španělsko            | ATP 500      | antuka    | Máximo González   | Wesley Koolhof Neal Skupski                   | 6–3, 6–7(8–10), [10–4]     |
| Vítěz     | 15. | červenec 2023  | Washington, D.C., Spojené státy | ATP 500      | tvrdý     | Máximo González   | Mackenzie McDonald Ben Shelton                | 6–7(4–7), 6–2, [10–6]      |
| Vítěz     | 16. | srpen 2023     | Cincinnati, Spojené státy       | Masters 1000 | tvrdý     | Máximo González   | Jamie Murray Michael Venus                    | 3–6, 6–1, [11–9]           |
| Vítěz     | 17. | únor 2024      | Córdoba, Argentina              | ATP 250      | antuka    | Máximo González   | Sadio Doumbia Fabien Reboul                   | 6–4, 6–1                   |
| Vítěz     | 18. | duben 2024     | Barcelona, Španělsko (2)        | ATP 500      | antuka    | Máximo González   | Hugo Nys Jan Zieliński                        | 4–6, 6–4, [11–9]           |
| Finalista | 8.  | říjen 2024     | Šanghaj, Čína                   | Masters 1000 | tvrdý     | Máximo González   | Wesley Koolhof Nikola Mektić                  | 4–6, 4–6                   |
| Finalista | 9.  | březen 2025    | Santiago, Chile                 | ATP 250      | antuka    | Máximo González   | Nicolás Barrientos Rithvik Čoudary Bollípalli | 3–6, 2–6                   |